# Большой Низ
Большой Низ — деревня в Советском районе Кировской области в составе Кичминского сельского поселения. 

## География
Находится на расстоянии примерно 42 километра по прямой на юг от районного центра города Советск примыкая с востока к селу Кичма.

## История
Известна с 1727 года, где тогда (деревня Низовая) было отмечено 5 душ мужского пола, в 1764 году учтено 105 жителей. В 1873 году здесь (уже деревня Низ Большой) учтено здесь дворов 25 и жителей 312, в 1905 36 и 230, в 1926 41 и 221, в 1950 50 и 182 соответственно. В 1989 году проживало 80 человек.

## Население
Постоянное население составляло 71 человек (русские 97%) в 2002 году, 46 в 2010.